# Усаковський Сергій Олександрович
Сергі́й Олекса́ндрович Усаковський (нар. 10 жовтня 1968, Черкаси) — радянський і український футболіст, що грав на позиції півзахисника, і футзаліст. Майстер спорту України міжнародного класу з футзалу. Брат-близнюк відомого українського футзаліста Юрія Усаковського.

## Біографія

### Освіта
Брати не дуже любили навчатися, але завдяки наполегливості Геннадія Лисенчука закінчили навчання в київському Національному університеті фізичного виховання і спорту України.

## Дитинство і юність
У 1979 році почав з братом займатися футболом у черкаській ДЮСШ № 1, де їхнім тренер був Олександр Блуд. Команда 1968 р.н. пробилася до фіналу першості УРСР серед юнаків, а окрім братів Усаковських в ній також виступали Євген та Ігор Столовицькі, Микола Ліпинський і Андрій Курочкін. Після закінчення ДЮСШ жодних пропозицій з футбольних команд не надійшло через те, що брати були худорляві і низькі. Потім їх призвали в радянську армію, де вони провели наступні два роки. В футбольну команду СКА потрапити не вдалося і спочатку вони опинилися в навчальній бойовій частині у Куйбишеві, а військову службу проходили у місті Бялогард (Польща). Під час служби в армії посилено займалися на перекладині і зі штангою.

## Футбольна кар'єра
Після демобілізації грав у змаганнях колективів фізкультури, виступаючи за черкаський «Ротор». Також у цей же період у 1990 році завоював срібні нагороди чемпіонату Черкаської області, виступаючи за «Хімік» (Черкаси).
В кінці 1990 року отримали запрошення від черкаського «Фотоприладу» і взяли участь у матчах Кубка УРСР з міні-футболу, що відбувався в Дніпропетровську. У півфіналі «Фотоприлад» поступився ДХТІ, але Сергій став найкращим гравцем турніру.
Через півроку виступів у КФК брати перейшли в сєвєродонецький «Хімік», що виступав у Другій лізі чемпіонату СРСР. Після цього повернувся разом із братом додому, де деякий час грав за «Тясмин» з Кам'янки, що виступав у обласному чемпіонаті і посів там 5 місце (на рахунку Усаковського 2 голи).
За час футбольної кар'єри виступав за «Фотоприлад» і «Енергетик» (Чигирин) у чемпіонаті Черкаської області, «Ротор» і «Локомотив» (Гребінка) у першості України серед КФК, «Дніпро» (Черкаси) і «Хімік» (Сєвєродонецьк) у першості України.

## Кар'єра у футзалі
В кінці 1991 року Усаковські отримали запрошення із дніпропетровського «Механізатора», керівництво якого запримітило їх на Кубка УРСР з міні-футболу 1990 року. Разом з «Механізатором» Сергій виграв Кубок СРСР з міні-футболу, що проводився в перший і єдиний раз. Брати мали пропозицію з вищолігового «Кременя», але вирішили продовжувати займатися футзалом і опинилися в «Надії». Запорізький клуб взяв участь у першому чемпіонаті незалежної України, який проводився під егідою Асоціації міні-футбольних клубів і здобув «золото».
Після успішного сезону в Запоріжжі, а особливо фінального матчу Кубку України, де «Надія» зіграла зі «СКІФ-Сілеком», братів запросили у столичну команду, де вони стали лідерами колективу і виграли перший чемпіонат України, що проводився Асоціацією міні-футболу України.

### «Новорусь»/«Спартак-Новорусь» і УС «Кампус»
Після вдалого сезону до Києва за братами приїхали керівництво і тренерський штаб московської «Новорусі», яка виграла путівку у Вищу лігу, в особі Прохорова, Володимира Муханова і Володимира Шевчука. Незадовго до цього у братів була пропозиція з Польщі, де пропонували зарплату в 100 доларів на місяць, але російський варіант виявився більш вигідним. Обговоривши можливий трансфер з президентом АМФУ Геннадієм Лисенчуком, брати переїхали в Росію.
Спочатку в «Новорусі» Усаковський виходив на заміну, але згодом став гравцем основного складу.
Дуже вдалим для нападника видався розіграш Кубка Росії. Сергій забив чотири голи у розіграші Кубка Росії чим допоміг команді виграти бронзові медалі турніру.
Після перемоги на турнірі в Німеччині брати отримали пропозицію пограти в Бельгії, але у них ще на півроку був діючий контракт з «Новоруссю», а бельгійці чекати його завершення не захотіли.
Після завершення сезону у Росії, Усаковські приїхали в Україну, де керівництво київського УС «Кампус» намагалося підписати братів. Брати зіграли за столичну команду один матч в 1/8 фіналу Кубка України, після якого вона вилетіла з турніру і повернулися в Росію. Київський клуб намагався підписати братів і на початку 1997 року, але безуспішно.
Перед стартом Кубка Росії 1995 року через фінансові проблеми клуб Усаковського «Новорусь» злився зі «Спартаком» і отримав нову назву - «Спартак-Новорусь». У розіграші Кубка Сергій забив вісім голів, причому чотири з них у фінальній стадії, але його команда у фіналі програла «Діні» 4:7. Після цього команда була розформована через брак коштів.

### «КСМ-24» і «Будівельник-7»
У 1997 році «КСМ-24» виграв Кубок ліги, обігравши у фіналі діючого переможця Турніру європейських чемпіонів московську «Діну» 4:3, а Усаковський відзначився голами, як у фінальному матчі, так і у півфіналі.
У грудні 2005 року Юрій разом з Сергієм перейшли в іркутську «Зірку», але приїжджали грати тільки на тури, завдяки чому встигали також виступати за черкаський «Рятівник», що виступав у Другій лізі України.
У березні 2007 року брати були відраховані зі «Зірки» через те, що не вийшли на дві офіційні гри першості Росії, а також головний тренер Євген Єропов був незадоволений їхньою грою у турі до того.
Після цього Усаковські перейшли в глазовський «Прогрес».
29 березня 2013 року зіграв у матчі між збірними ветеранів України і Росії.

## Виступи за збірні

### Національна збірна України
Усаковський дебютував у збірній України у двадцятип'ятирічному віці ще 1993 року, коли вона вперше зібралася і взяла участь у турнірі «Санкт-Петербурзька осінь-1993», що проходив з 3 по 7 листопада. Сергій забивав практично у кожному матчі і отримав звання найкращого нападника (за іншими даними - найкращого бомбардира турніру).
Ще один дебют Усаковського у збірній відбувся у її першому офіційному матчі 5 червня 1994 року проти білорусів у Мінську.
чемпіонат Європи 2003 року брати пропустили через травми.

## Нагороди і досягнення

### Командні

#### У футболі
«Хімік» (Черкаси)
 Срібний призер чемпіонату Черкаської області: 1990
 «Енергетик» (Чигирин)
 Чемпіон Черкаської області: 1993

#### У футзалі
«Механізатор»
- Володар Кубка СРСР з міні-футболу: 1991

 «Надія»
- Чемпіон України (під егідою Асоціації міні-футбольних клубів): 1992

 «Сокіл»
- Переможець турніру Івана Яремчука (Черкаси): 1994[22]

 «Слід»
- Чемпіон України (під егідою АМФУ): 1993/94

 «Спартак-Новорусь»
- Фіналіст Кубка Росії: 1995
- Бронзовий призер Кубка Росії: 1994

 «КСМ-24»
- Срібний призер чемпіонату Росії: 1996/97
- Володар Кубка ліги: 1997

 «Фотоприлад»
- Кубок Івана Яремчука: 1997[23]

 «Корпія-Політехнік»
- Фіналіст Кубка України: 1998/99

 «Спартак»
- Чемпіон Росії: 2000/01
- Бронзовий призер чемпіонату Росії: 2001/02

 «Шахтар»
- Срібний призер чемпіонату України: 2002/03
- Володар Кубка України: 2002/03

 «Актюбрентген»
- Бронзовий призер чемпіонату Казахстану: 2003/04

 «Приволжанин»
- Переможець Вищої ліги чемпіонату Росії: 2004/05

 Збірна України
- Переможець турніру «Каттара-94» (ОАЕ): 1994 р.
- Срібний призер Кубка ЗІЛа (Москва, Росія): 1999 р.
- Бронзовий призер турніру на призи щотижневика «Футбол Review» (Москва, Росія): 2000 р.[24]

 Студентська збірна України

### Особисті
- Найкращий гравець Кубка УРСР з футзалу: 1990 р.
- Найкращий гравець відбіркового турніру Кубка України (м. Черкаси): 1992 р.[25]
- Найкращий гравець турніру «Артус Кап» (Німеччина), разом з братом: 1995 р.[26]
- Найкращий бомбардир (чи нападник) турніру «Санкт-Петербурзька осінь»: 1993 р.
- Найкращий бомбардир турніру «Каттара-94» (ОАЕ): 1994 р.[1][27]
- Найкращий гравець чемпіонату України серед ветеранів 50+ (1): 2019[28]

## Цікаві факти[29]
- Сергій на 20 хвилин старший за свого брата Юрія
- Улюблена музика: меломан
- Улюблена страва: борщ, пельмені
- Одна з головних умов, яку брати ставили перед клубами - грати разом
- У рідних Черкасах уболівальники називали мініатюрних братів Кузями, а іспанські уболівальники на чемпіонаті світу дали їм прізвиська Снаббі і Снуббі